# IC 3943
IC 3943 ist eine linsenförmige Galaxie vom Hubble-Typ S0/a im Sternbild Coma Berenices am Nordsternhimmel. Sie ist schätzungsweise 304 Millionen Lichtjahre von der Milchstraße entfernt, hat einen Durchmesser von etwa 50.000 Lj und ist Mitglied des Coma-Galaxienhaufens.
Im selben Himmelsareal befinden sich u. a. die Galaxien NGC 4851, NGC 4858, NGC 4860, IC 839.
Das Objekt wurde am 28. Mai 1895 von Hermann Kobold entdeckt.